# Coccyzus
Coccyzus är ett fågelsläkte i familjen gökar inom ordningen gökfåglar med arter som alla förekommer i Nord- och Sydamerika. Traditionellt inkluderade Coccyzus enbart regngökarna, men numera förs också ödlegökarna tidigare i Saurothera hit.
Släktet Coccyzus delas upp i 13 arter:
- Mörknäbbad regngök (C. melacoryphus)
- Gulnäbbad regngök (C. americanus)
- Pärlbröstad regngök (C. euleri)
- Mangroveregngök (C. minor)
- Cocosregngök (C. ferrugineus)
- Svartnäbbad regngök (C. erythropthalmus)
- Gråhuvad regngök (C. lansbergi)
- Jamaicaregngök (C. pluvialis)
- Hispaniolaregngök (C. rufigularis)
- Jamaicaödlegök (C. vetula)
- Puertoricoödlegök (C. vieilloti)
- Kubaödlegök (C. merlini)
- Hispaniolaödlegök (C. longirostris)